# Liste der Biografien/Ep
Liste der Biografien |
Portal Biografien |
Personensuche
# |
A |
B |
C |
D |
E |
F |
G |
H |
I |
J |
K |
L |
M |
N |
O |
P |
Q |
R |
S |
T |
U |
V |
W |
X |
Y |
Z |
?
 
Ea |
Eb |
Ec |
Ed |
Ee |
Ef |
Eg |
Eh |
Ei |
Ej |
Ek |
El |
Em |
En |
Eo |
Ep |
Eq |
Er |
Es |
Et |
Eu |
Ev |
Ew |
Ex |
Ey |
Ez
Die Liste der Biografien führt alle Personen auf, die in der deutschsprachigen Wikipedia einen Artikel haben. Dieses ist eine Teilliste mit 367 Einträgen von Personen, deren Namen mit den Buchstaben „Ep“ beginnt.

## Ep

### Epa
- Epainetos von Andros, Grieche von Andros
- Epalle, Joël (* 1978), kamerunischer Fußballspieler
- Epaltza, Aingeru (* 1960), baskischer Schriftsteller
- Epalza Quintero, Héctor (1940–2021), kolumbianischer Ordensgeistlicher, römisch-katholischer Bischof von Buenaventura
- Epaminonda, Haris (* 1980), zyprische Fotografin, Videokünstlerin und Multimediakünstlerin
- Epaminondas († 362 v. Chr.), griechischer Staatsmann und FeldherrEpaminondas († 362 v. Chr.)

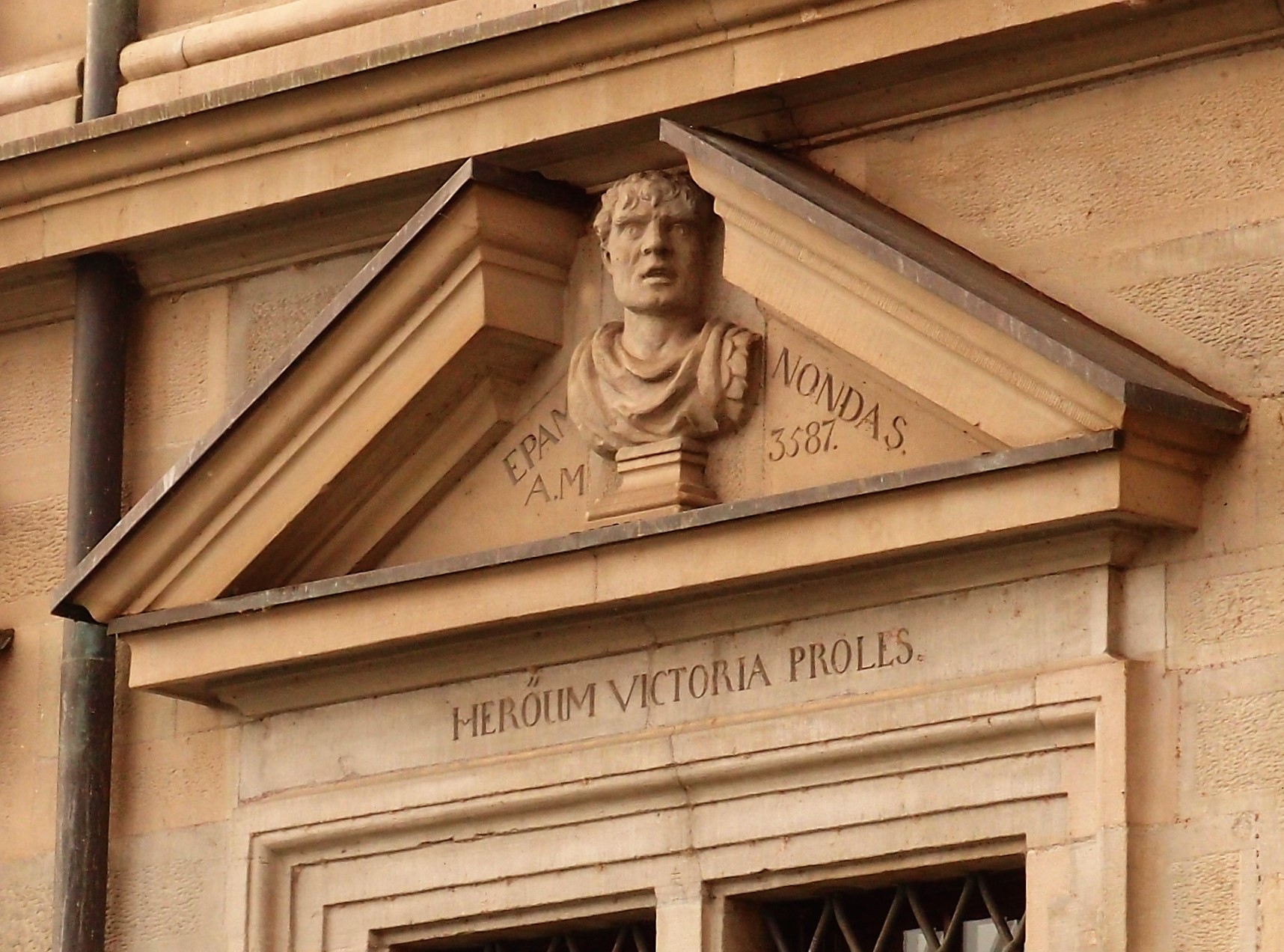
Epaminondas († 362 v. Chr.)

- Epaminondas, Amaury (1935–2016), brasilianischer Fußballspieler
- Epandros, indo-griechischer König
- Epänetus, Christ (Neues Testament)
- Épangue, Gwladys (* 1983), französische Taekwondoin
- Epaphras, griechischer Koroplast
- Epaphras, Gründer der frühchristlichen Gemeinde in Kolossai, an die sich der Kolosserbrief richtet, Bischof von Kolossai
- Epaphroditos, Freigelassener Octavians
- Epaphroditos, Freigelassener des Kaisers Claudius oder Neros
- Epaphroditos von Chaeronea, Lehrer für griechische Sprache und Literatur (Grammatiker)
- Epaphroditus, Mitarbeiter des Paulus
- Epaphroditus, römischer Agrimensor und Mathematiker
- Eparti II., König von Elam
- Epassy, Devis (* 1993), kamerunischer Fußballtorwart
- Epaye, Béatrice (* 1956), zentralafrikanische Politikerin, Lehrerin und Menschenrechtsaktivistin

### Epe
- Epeleios-Maler, griechischer Vasenmaler des rotfigurigen Stils
- Epenesa, A. J. (* 1998), US-amerikanischer American-Football-Spieler
- Épenoux, François d’ (* 1963), französischer Schriftsteller
- Epenstein, Hermann († 1934), deutsch-österreichischer Arzt, Großkaufmann und BurgherrHermann Epenstein († 1934)

Hermann Epenstein († 1934)

- Eperjes, Károly (* 1954), ungarischer Schauspieler
- Épernon, Bernard de Nogaret de La Valette d’ (1592–1661), französischer Aristokrat und Militärbefehlshaber
- Épernon, Louis de Nogaret de La Valette d’ (1593–1639), französischer Militär und Kleriker
- Eperon, Laurent (* 1976), Schweizer Koch
- Epes, James F. (1842–1910), US-amerikanischer Politiker
- Epes, Sydney Parham (1865–1900), US-amerikanischer Politiker
- Epetet, Joseph Kadon (* 1970), kenianischer Marathonläufer

### Eph
- Epha, Oskar (1901–1982), deutscher Jurist und Präsident des Landeskirchenamtes in Kiel (1954–1964)
- Epha, Wilhelm Franz (1828–1904), ostpreußischer Düneninspektor
- Ephedros, griechischer Bildhauer
- Epheser, Helmut (1917–2002), deutscher Mathematiker
- Ephialtes († 334 v. Chr.), griechischer Politiker und Feldherr im antiken Athen
- Ephialtes von Athen, athenischer Staatsmann im antiken Griechenland
- Ephialtes von Trachis, Verräter der Griechen in der Schlacht bei den Thermopylen
- Ephippos von Olynth, antiker griechischer Historiker
- Ephoros der Jüngere, griechischer Historiker
- Ephoros von Kyme († 330 v. Chr.), griechischer Historiker
- Ephraim, biblische Person, Sohn Josefs
- Ephraim Marcus, Käthe (1892–1970), deutsch-israelische Malerin und Bildhauerin
- Ephraim von Ainos, byzantinischer Chronist
- Ephraim, Benjamin Veitel (1742–1811), preußischer Hoffaktor, Diplomat und Unternehmer
- Ephraim, Denise (* 1971), nauruische Leichtathletin
- Ephraim, Hilde (1905–1940), deutsche Widerstandskämpferin im Dritten Reich
- Ephraim, Hogan (* 1988), englischer Fußballspieler
- Ephraim, Max (1898–1942), deutscher Geistlicher, Rabbiner des Distriktsrabbinat Bad Kissingen
- Ephraim, Molly (* 1986), US-amerikanische SchauspielerinMolly Ephraim (* 1986)

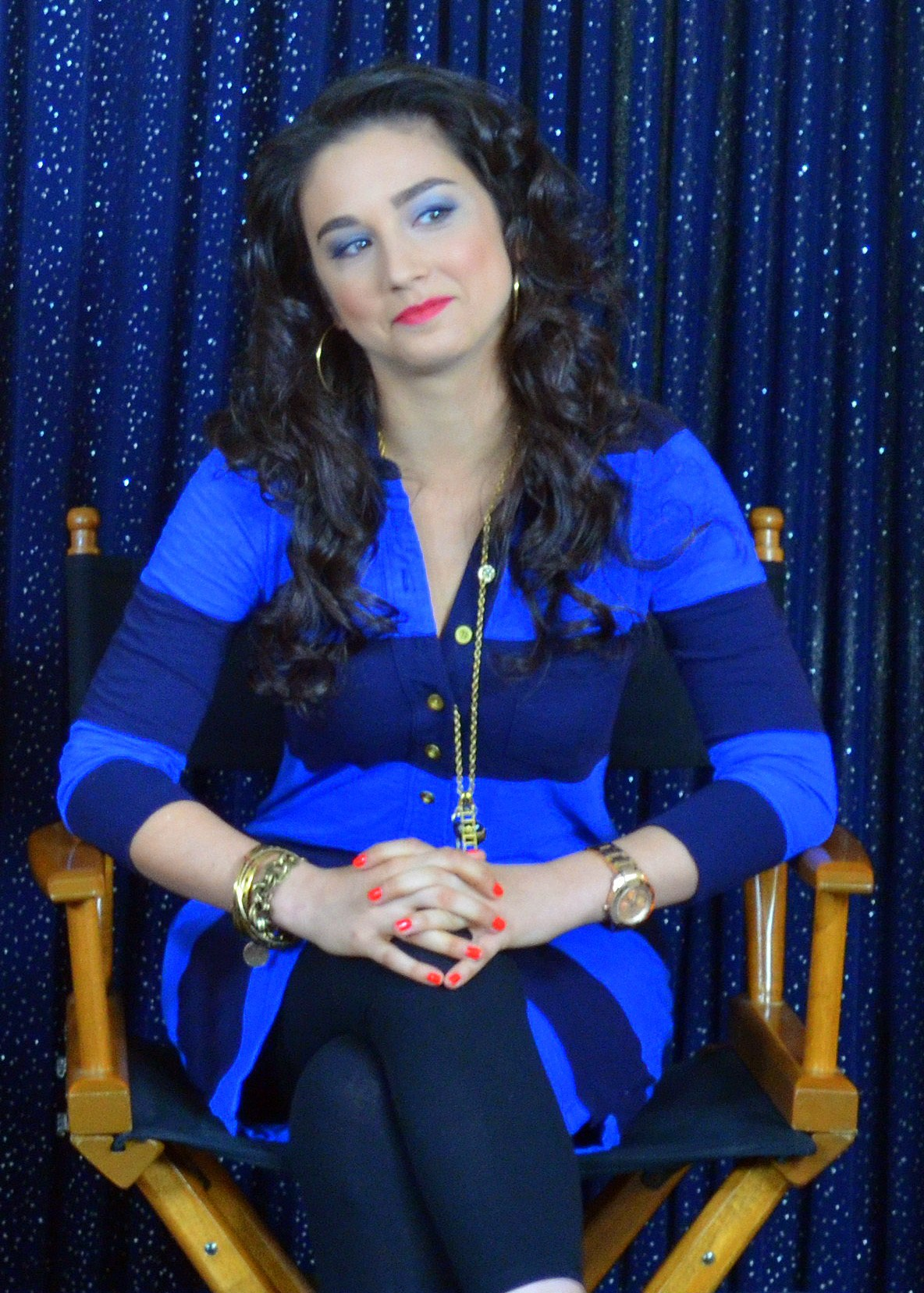
Molly Ephraim (* 1986)

- Ephraim, Veitel Heine (1703–1775), preußischer Hoffaktor und Manufakturinhaber
- Ephräm der Syrer († 373), Heiliger, Kirchenlehrer und Schriftsteller
- Ephrem I., Bischof von Nowgorod und Metropolit von Kiew
- Ephremidis, Vassilis (1915–2000), griechischer Politiker der Kommunistischen Partei Griechenlands, MdEP
- Ephron, Delia (* 1944), US-amerikanische Drehbuchautorin
- Ephron, Fima, US-amerikanischer Jazz-Bassist
- Ephron, Henry (1911–1992), US-amerikanischer Schriftsteller, Drehbuchautor und Filmproduzent
- Ephron, Nora (1941–2012), US-amerikanische Drehbuchautorin und Filmregisseurin
- Ephron, Phoebe (1914–1971), US-amerikanische Drehbuchautorin
- Ephrussi, Boris (1901–1979), russisch-französischer Genetiker
- Ephrussi, Charles (1849–1905), französischer Unternehmer, Kunsthistoriker und Kunstsammler
- Ephrussi, Ignaz von (1829–1899), russisch-österreichischer Bankier und KunstsammlerIgnaz von Ephrussi (1829–1899)

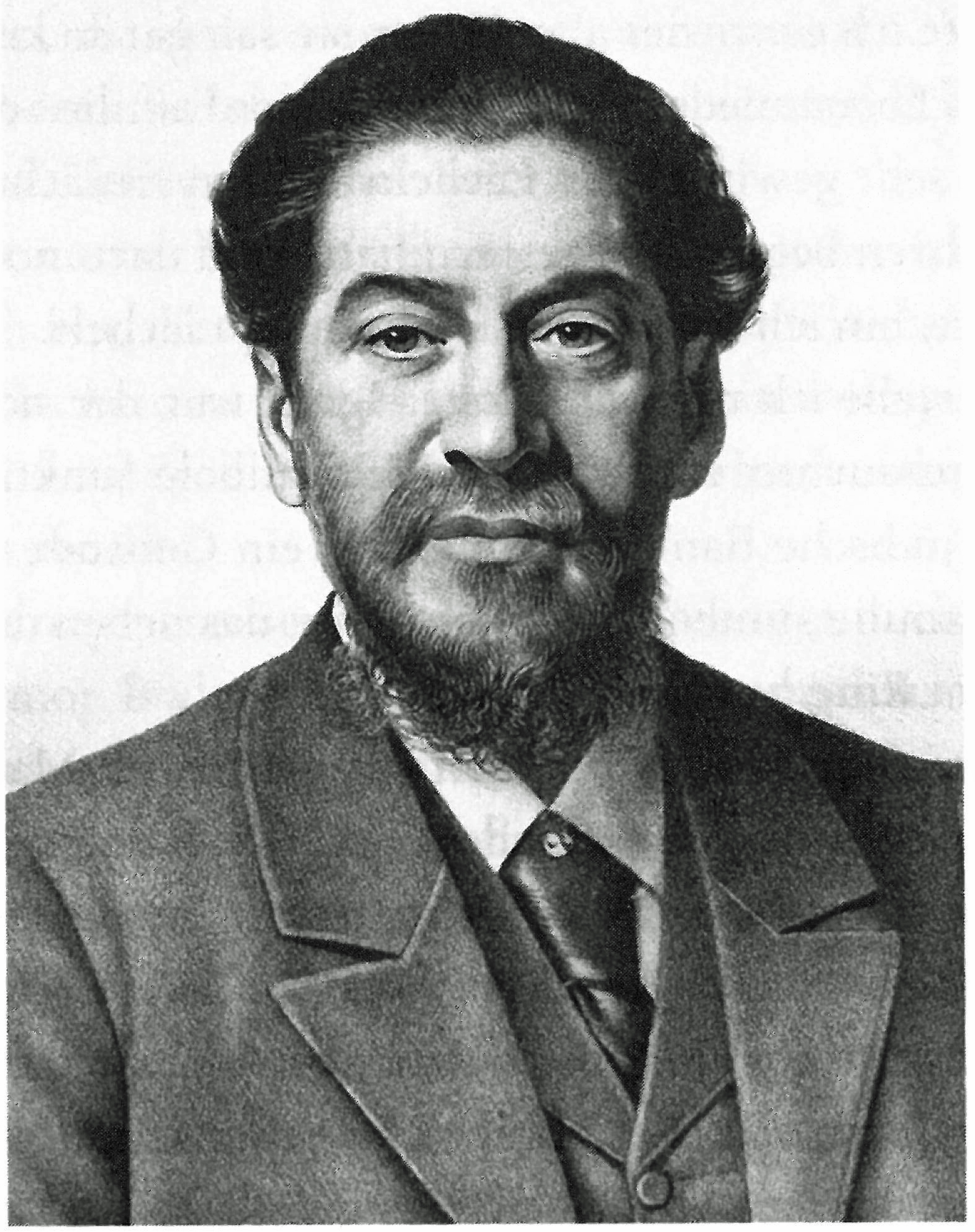
Ignaz von Ephrussi (1829–1899)

- Ephrussi, Victor von (1860–1945), österreichischer Bankier und Kunstsammler
- Ephysius von Cagliari, römischer Soldat unter Diokletian, christlicher Märtyrer

### Epi
- Epic Soundtracks (1959–1997), britischer Musiker und Künstler
- Epicharis († 65), römische Freigelassene, Mitwisserin der Pisonischen Verschwörung
- Epicharmos, vorsokratischer Philosoph, Komödienschreiber, Arzt und Naturforscher
- Epiche, griechischer Töpfer
- Epico (* 1982), puerto-ricanischer Wrestler
- Epictitus, legendärer erster Bischof von Tui
- Epidedos, griechischer Koroplast
- Epidius, antiker römischer Toreut
- Epidius Euaristus, Marcus, antiker römischer Toreut
- Epidius Quadratus, römischer Ritter (Kaiserzeit)
- Epidius, Marcus, römischer Rhetor und Rhetoriklehrer
- Epidromos-Maler, griechischer Vasenmaler des rotfigurigen Stils
- Epifani, Guglielmo (1950–2021), italienischer Gewerkschafter und Politiker
- Epifani, Vito Donato (1848–1922), italienischer Schriftsteller und Jurist
- Epigenes († 221 v. Chr.), Feldherr der Seleukiden
- Epigenes von Byzanz, Astronom
- Epik, Hryhorij (1901–1937), ukrainischer Journalist, Übersetzer und Schriftsteller
- Epik, Maria Rita (* 1958), türkische Musikerin italienischer Abstammung
- Epikerdes, antiker Mäzen
- Epiktet, griechischer Philosoph
- Epiktetos, griechischer Vasenmaler
- Epikur, griechischer Philosoph, Begründer des EpikureismusEpikur

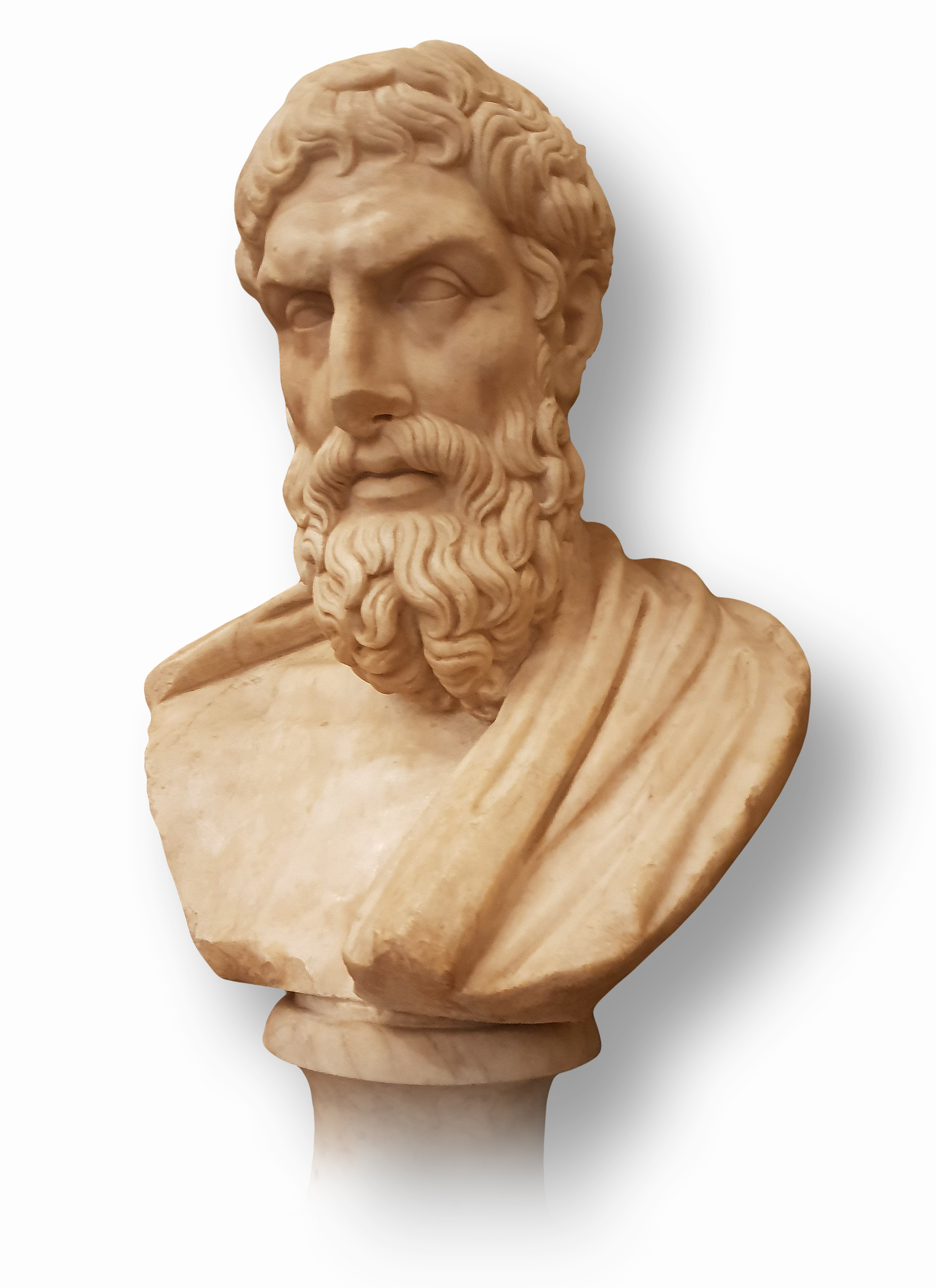
Epikur

- Epikydes, antiker griechischer Politiker
- Epilius Romanus, antiker römischer Toreut
- Epilykos, athenischer Diplomat, Oheim des Andokides
- Epimachus († 252), Märtyrer und Heiliger der orthodoxen und römisch-katholischen Kirche, Stadtpatron der Stadt Kempten (Allgäu)
- Epimenides, griechischer Philosoph
- Epin, Bernard (1936–2020), französischer Schriftsteller und Literaturkritiker
- Épinac, Pierre de Saint-Priest d’ (1540–1599), französischer Adliger, Erzbischof von Lyon, Primas von Gallien
- Épinay, Louise d’ (1726–1783), französische Schriftstellerin
- Epineikos, griechischer Bildhauer
- Epiney, Astrid (* 1965), deutsch-schweizerische Rechtswissenschaftlerin und Hochschullehrerin
- Epiney, Sébastien (* 1967), Schweizer Skibergsteiger und Marathonläufer
- Epiney, Simon (* 1950), Schweizer Politiker (CVP)
- Epiney, Sven (* 1972), Schweizer Radio- und FernsehmoderatorSven Epiney (* 1972)
- Epiphanes, Gnostiker

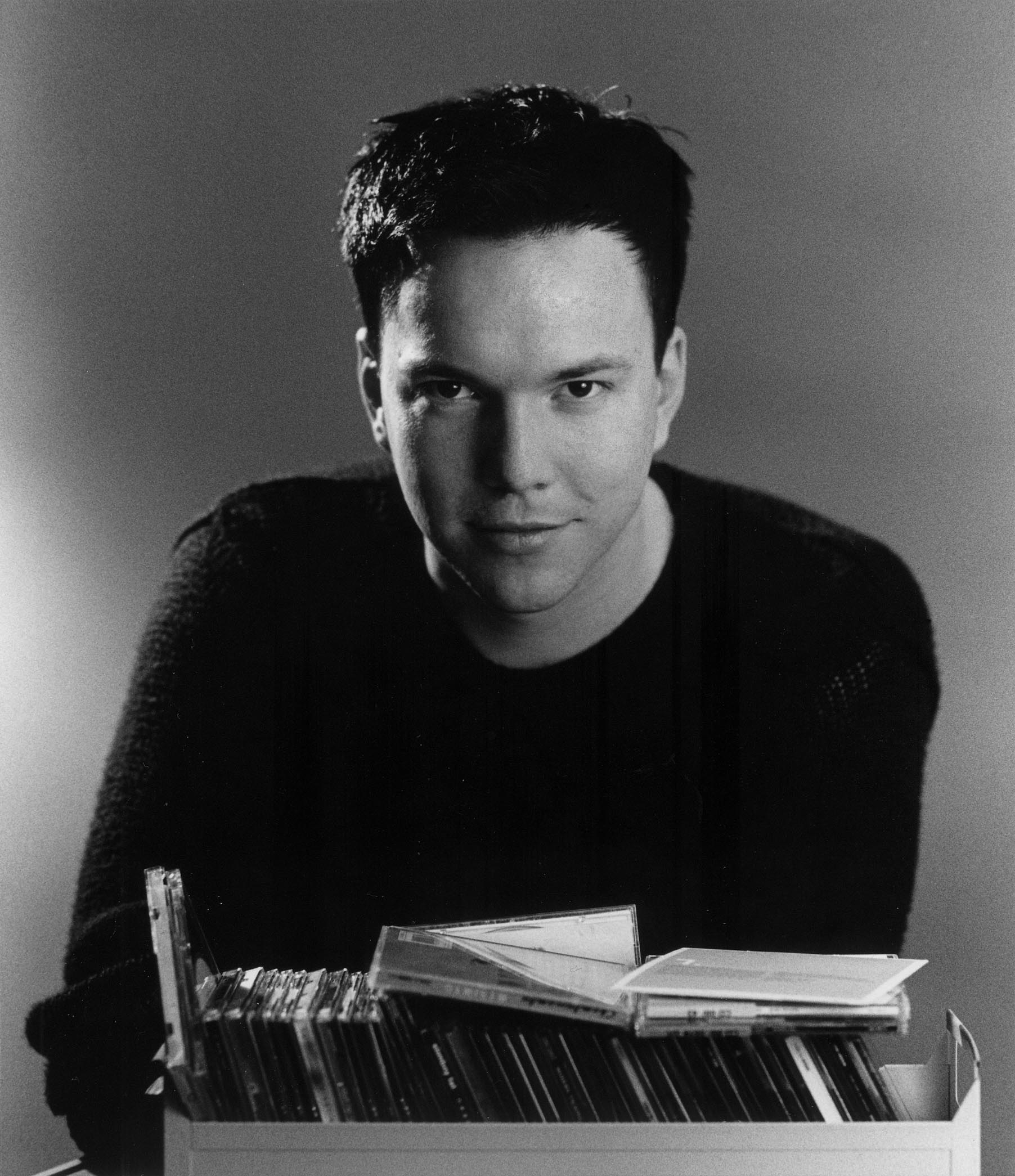
Sven Epiney (* 1972)

- Epiphanios Perialas (1935–2011), US-amerikanischer Geistlicher und orthodoxer Erzbischof und Metropolit
- Epiphanios Scholastikos, oströmischer Übersetzer
- Epiphanios von Konstantinopel († 535), Patriarch von Konstantinopel
- Epiphanios von Salamis († 403), Bischof von Salamis auf Zypern
- Epiphaniou, Georgia (* 2002), zypriotische Skirennläufer
- Epiphanius (* 1979), ukrainischer orthodoxer Priester, Metropolit der Orthodoxen Kirche der Ukraine
- Epiphanius von Pavia (439–496), katholischer Bischof und Heiliger
- Epiphanius, Anba (1954–2018), ägyptischer Geistlicher, koptisch-orthodoxer Bischof, Abt
- Epipodius († 178), christlicher Märtyrer
- Epis, Giosuè (* 2002), italienischer Radrennfahrer
- Epis, Giovanna (* 1988), italienische Leichtathletin
- Episcopius, Ludovicus († 1595), franko-flämischer Komponist und Sänger der Renaissance
- Episcopius, Nicolaus (1501–1564), Drucker und Verleger
- Episcopius, Simon (1583–1643), Theologe und Professor des Remonstrantischen Seminars an der Universität von Amsterdam
- Epitideios, Georgios (* 1953), griechischer Politiker
- Epitimos, attischer Töpfer
- Epitimos-Maler, attischer Vasenmaler
- Epitropow, Ljubomir (* 1999), bulgarischer Schwimmer
- Epitynchanos, antiker römischer Gemmenschneider

### Epk
- Epkenhans, Michael (* 1955), deutscher Militärhistoriker
- Epkenhans, Tim (* 1972), deutscher Orientalist

### Epl
- Eplée, Hermann A. (1908–1973), deutscher Politiker (CDU), MdB
- Epler, Adam (1891–1965), polnischer Brigadegeneral im Zweiten Weltkrieg
- Epler, Bernd (* 1949), deutscher Mittelstreckenläufer
- Epler, Ernst (1912–1985), österreichischer Journalist und Autor
- Epler, Heinrich (1846–1905), deutscher Bildhauer und Hochschullehrer
- Epler, Rain (* 1977), estnischer Politiker und UnternehmerRain Epler (* 1977)

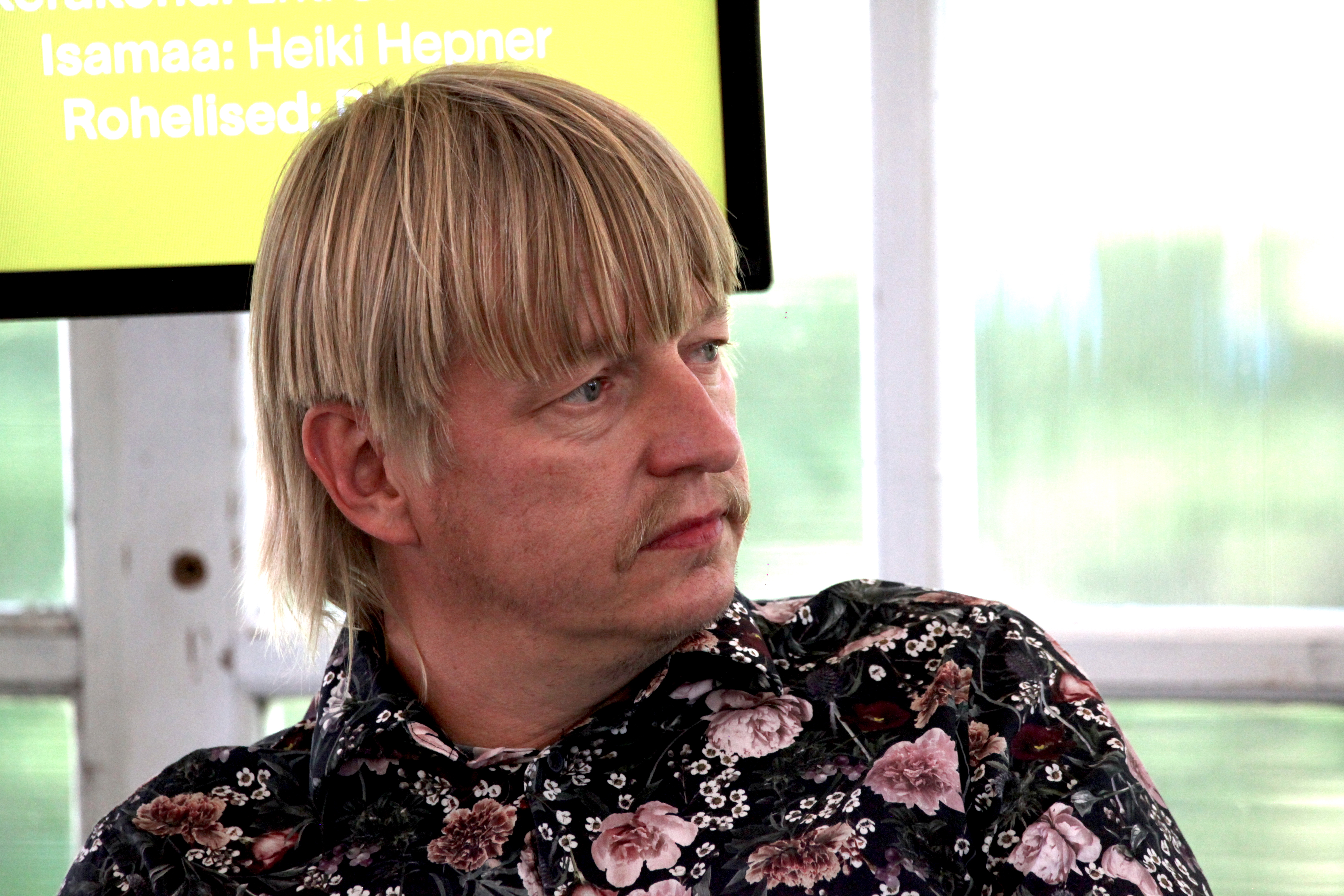
Rain Epler (* 1977)

- Eplik, Vaiko (* 1981), estnischer Musiker, Sänger, Komponist und Musikproduzent
- Eplinius, Uwe (* 1958), deutscher Fußballspieler
- Eplinius, Werner (1907–1957), deutscher Drehbuchautor
- Eplinius, Willi (1884–1966), deutscher Filmarchitekt und Theatermaler

### Epn
- Epner, Luule (* 1953), estnische Literaturwissenschaftlerin

### Epo
- Epopheles, griechischer Töpfer
- Eporedorix, vornehmer Haeduer
- Epoté, Denise (* 1954), kamerunische Journalistin
- Époupa, Olivia (* 1994), französische Basketballspielerin

### Epp
- Epp, Claas (1803–1881), Gründer der Mennonitenansiedlungen Am Trakt und Alt-Samara
- Epp, Dominik (1776–1848), Schweizer Gutsbesitzer und Politiker
- Epp, Elisabeth (1910–2000), deutsch-österreichische Schauspielerin
- Epp, Frank H. (1929–1986), kanadischer Historiker
- Epp, Franz Ritter von (1868–1947), deutscher Berufssoldat und Politiker (NSDAP), MdRFranz Ritter von Epp (1868–1947)

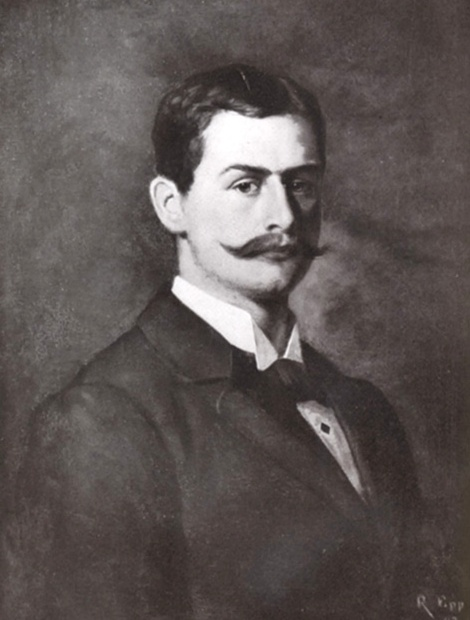
Franz Ritter von Epp (1868–1947)

- Epp, Friedrich (* 1747), deutscher Sänger mit der Stimmlage Tenor
- Epp, Friedrich († 1813), deutscher Maler, Kopist und Restaurator
- Epp, Jake (1939–2025), kanadischer Politiker und Wirtschaftsmanager
- Epp, Josef (1920–1989), österreichischer Fußballspieler und -trainer
- Epp, Leon (1905–1968), österreichischer Schauspieler
- Epp, Michael (1939–1999), österreichischer Kameramann
- Epp, Michael (* 1983), deutsch-britischer Schauspieler
- Epp, Paul (* 1877), deutscher Landwirt und Politiker (DDP)
- Epp, Reuben (1920–2009), plautdietscher Autor
- Epp, Rudolf (1834–1910), deutscher Maler
- Epp, Sigismund (1647–1720), österreichischer Theologe, Prokanzler und Rektor der Universität Innsbruck
- Epp, Thomas (* 1968), deutscher Fußballspieler und -trainer
- Epp, Verena (* 1959), deutsche Historikerin und Hochschullehrerin
- Eppe, Johann Wilhelm Wennemar von († 1643), Söldnerführer und kaiserlicher Obrist
- Eppehimer, Brett (* 1976), US-amerikanisch-italienischer Basketballspieler
- Eppehimer, Nick (* 1979), US-amerikanisch-italienischer Basketballspieler
- Eppel, Franz (1921–1976), österreichischer Kunsthistoriker
- Eppel, Paul (1918–2009), deutscher Langstreckenläufer
- Eppel, Philipp (1907–1987), österreichischer Orgelbauer
- Eppel, Ralph (* 1951), britisch-kanadischer Jazz- und Improvisationsmusiker (Posaune, Trompete)
- Eppele, Karl (1887–1962), deutscher Politiker (SPD)
- Eppelein von Gailingen († 1381), deutscher Raubritter
- Eppelein, Johannes (1891–1965), deutscher Maler
- Eppelmann, Rainer (* 1943), deutscher evangelischer Geistlicher und Politiker (CDU), MdV, MdB, DDR-OppositionellerRainer Eppelmann (* 1943)

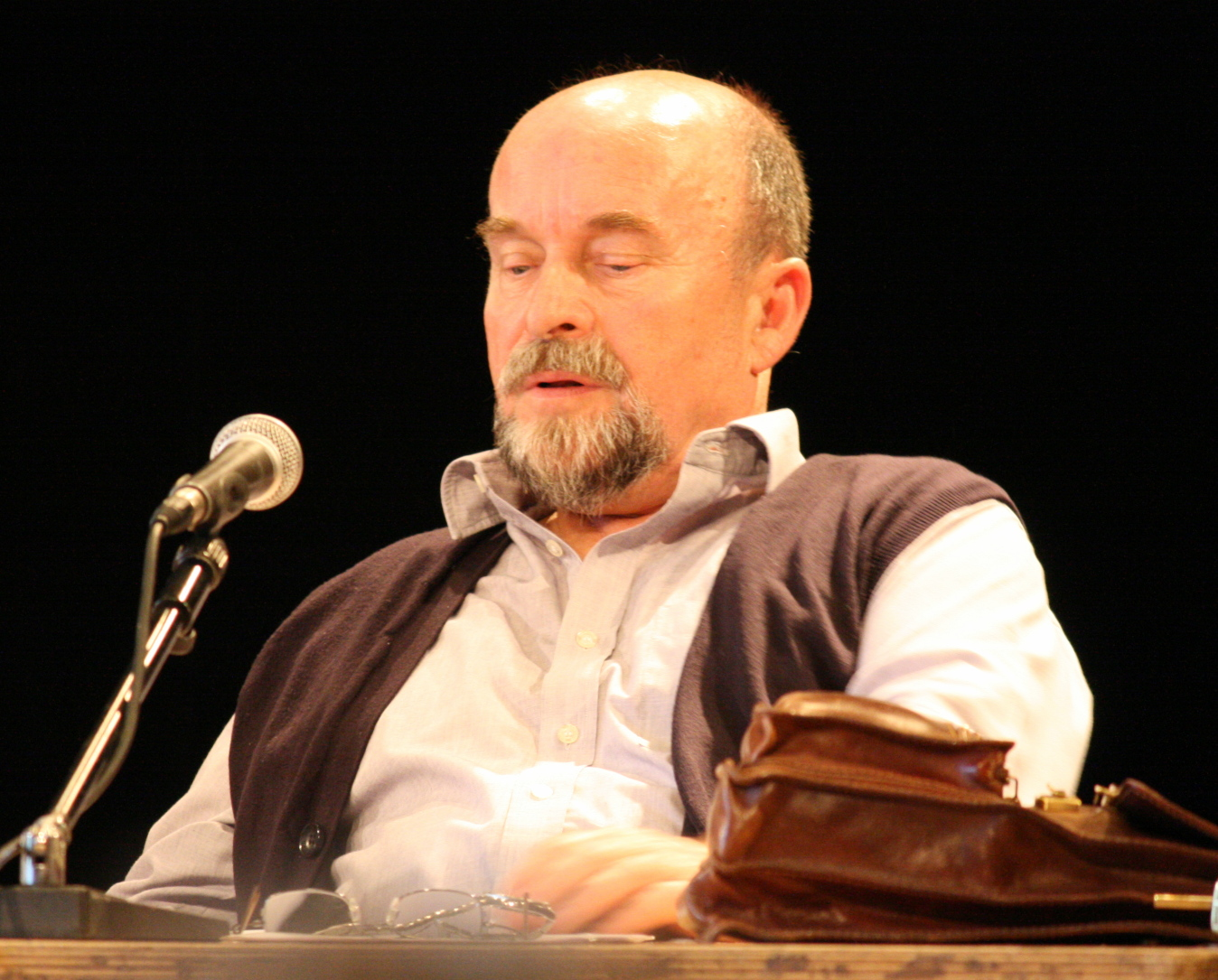
Rainer Eppelmann (* 1943)

- Eppelsheim, Benedikt (1967–2023), deutscher Holzblasinstrumentenbauer
- Eppelsheim, Eduard (1837–1896), deutscher Mediziner, bayerischer Bezirksarzt, Koleopterologe
- Eppelsheim, Friedrich (1834–1899), deutscher Jurist und Lepidopterologe
- Eppelsheim, Jürgen (1930–2024), deutscher Musikwissenschaftler
- Eppelsheimer, Eduard (1808–1866), deutscher Politiker
- Eppelsheimer, Hanns Wilhelm (1890–1972), deutscher Bibliothekar und Literaturwissenschaftler
- Eppelsheimer, Rudolf (1927–2006), deutscher Literaturwissenschaftler und Schriftsteller
- Eppelsheimer, William (1842–1920), deutscher Ingenieur
- Eppelt, Martina (* 1969), deutsche Juristin und Richterin des Bundesverwaltungsgerichts
- Eppen, Georg (1874–1974), deutscher Unternehmer in der Papierfabrikation
- Eppenberger, Hans M. (1936–2023), Schweizer Zoologe
- Eppenberger, Susi (1931–2023), Schweizer Politikerin (FDP)
- Eppendorfer, Hans (1942–1999), deutscher Schriftsteller
- Eppendorff, Holm (1865–1947), deutscher Generalmajor
- Eppeneder, Josef (* 1947), deutscher Politiker (CSU), MdL
- Eppenhoff, Hermann (1919–1992), deutscher Fußballspieler und -trainer
- Eppens Helguera, Francisco (1913–1990), mexikanischer Maler, Bildhauer und Briefmarkenkünstler
- Eppens, Abel, niederländischer Chronist der Reformationszeit
- Eppens, Hans (1905–1988), Schweizer Maler, Grafiker und Zeichner
- Eppenstein, Georg (1867–1933), deutscher Chemiker und Mordopfer der Köpenicker Blutwoche
- Eppenstein, Otto (1876–1942), deutscher Physiker im Fachbereich Optik
- Eppensteiner, Friedrich (1880–1970), Tübinger Lehrer und Gemeinderat sowie Sportfunktionär
- Epper, Ignaz (1892–1969), Schweizer Holzschneider, Maler und Grafiker
- Epper, John (1906–1992), schweizerisch-amerikanischer Schauspieler und Stuntman
- Epper, Werner (* 1960), Schweizer Berufsoffizier (Brigadier)
- Epper-Quarles van Ufford, Mischa (1901–1978), niederländisch-schweizerische Bildhauerin, Goldschmiedin und Zeichnerin
- Epperlein, Arthur (1919–1995), deutscher Autor und Cartoonist
- Epperlein, Helmut (1913–1969), deutscher Uhrenfabrikant und Politiker (NPD), MdL Baden-Württemberg
- Eppers, Heinrich (1842–1912), deutscher Unternehmer, Branntweinbrenner und Dampfmühlenbetreiber
- Eppers, Hermann (* 1965), deutscher Politiker (CDU), MdL
- Epperson, Hannah (* 1987), US-amerikanische Musikerin und Sängerin
- Eppert, Agnes (1819–1900), deutsche Theaterschauspielerin
- Eppert, Franz (1934–2021), deutscher Germanist, Linguist und Hochschullehrer
- Eppert, Thorsten (* 1972), deutscher Journalist und Moderator
- Eppes, Francis W. (1801–1881), US-amerikanischer Pflanzer, Farmer, Laie sowie Gemeindevertreter der Episkopalkirche, Friedensrichter und Politiker
- Eppes, John Wayles (1773–1823), US-amerikanischer Politiker
- Eppich, Erich (* 1874), deutscher Beamter und Mitglied des Danziger Volkstages
- Eppich, Franz (1835–1893), österreichischer Theaterschauspieler sowie Opern- und Operettensänger (Tenor)
- Eppich, Josef (1874–1942), Gottscheer Priester und Publizist
- Eppich, Joseph (* 1823), österreichischer Theaterschauspieler, Operetten- und Opernsänger (Tenor)
- Eppie, Lee (* 1999), botswanischer Sprinter
- Eppig, Theo (1905–1964), deutscher Notar und Mitglied des Bayerischen Senats
- Epping, Hermann (* 1875), deutscher Reichsgerichtsrat
- Epping, Johannes (1945–2022), deutscher Mediziner
- Epping, Joseph (1835–1894), deutscher Jesuit, Altorientalist und Astronomiehistoriker
- Epping, Markus (* 1966), deutscher Volleyballnationalspieler
- Epping, Volker (* 1959), deutscher RechtswissenschaftlerVolker Epping (* 1959)

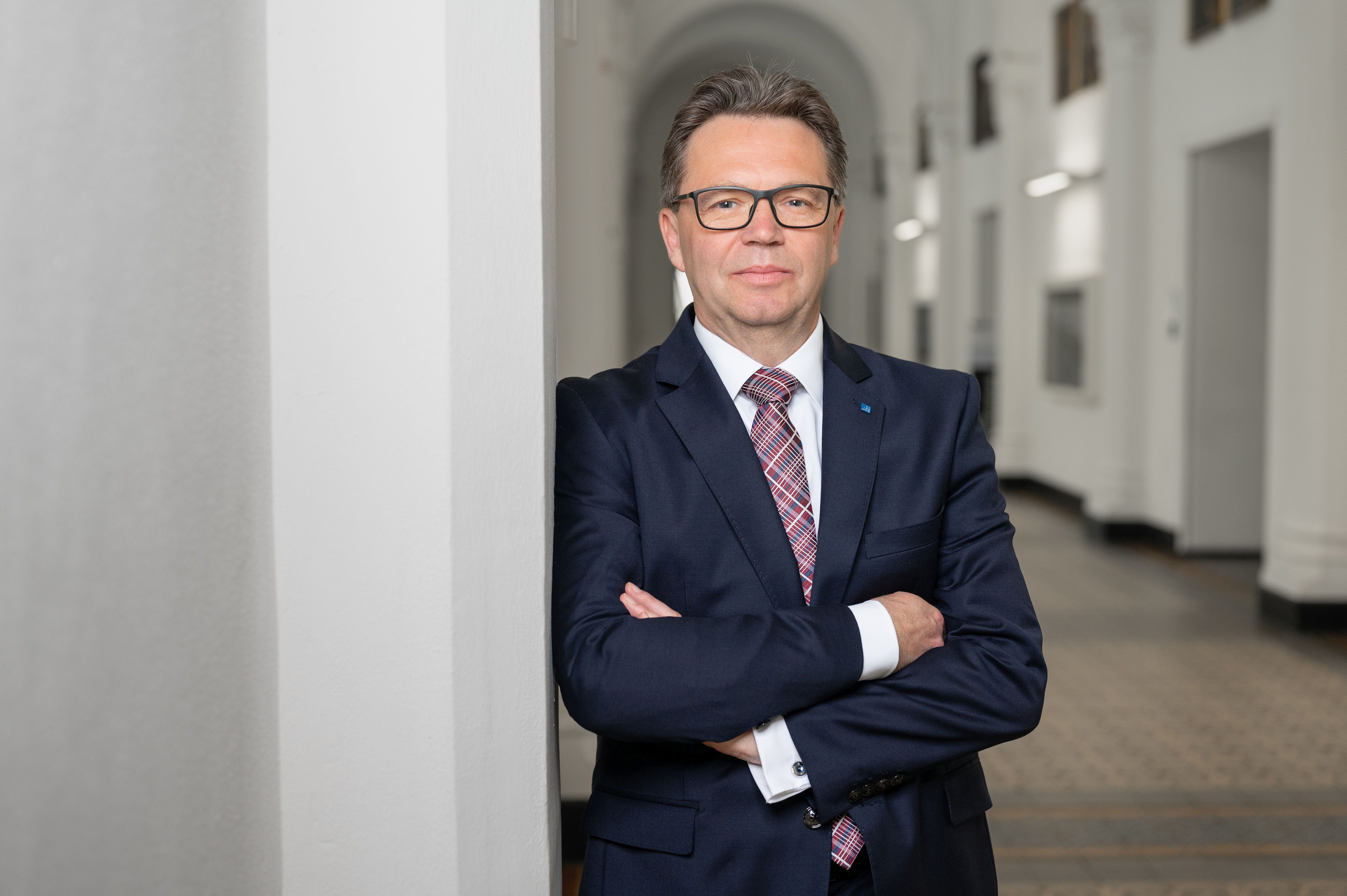
Volker Epping (* 1959)

- Eppinger, Charlotte (1915–1971), deutsche Politikerin (SED), MdV, Außenhandelsfunktionärin und Diplomatin der DDR
- Eppinger, Elias (1563–1625), deutscher Ratsherr und Kämmerer
- Eppinger, Elisabeth Alphonsa Maria (1814–1867), Ordensgründerin
- Eppinger, Fritz (1882–1951), deutscher Jurist und Kommunalpolitiker
- Eppinger, Hans junior (1879–1946), österreichischer Internist
- Eppinger, Hans senior (1848–1916), österreichischer Mediziner
- Eppinger, Heinrich (1897–1990), deutscher Jurist und Hochschullehrer
- Eppinger, Karl (1853–1911), österreichischer Politiker
- Eppinger, Margot (* 1952), deutsche Fünfkämpferin und Weitspringerin
- Eppinger, Martin Iwanowitsch (1822–1873), russlanddeutscher Architekt
- Eppinger, Peter L. (* 1975), österreichischer Radio- und FernsehmoderatorPeter L. Eppinger (* 1975)

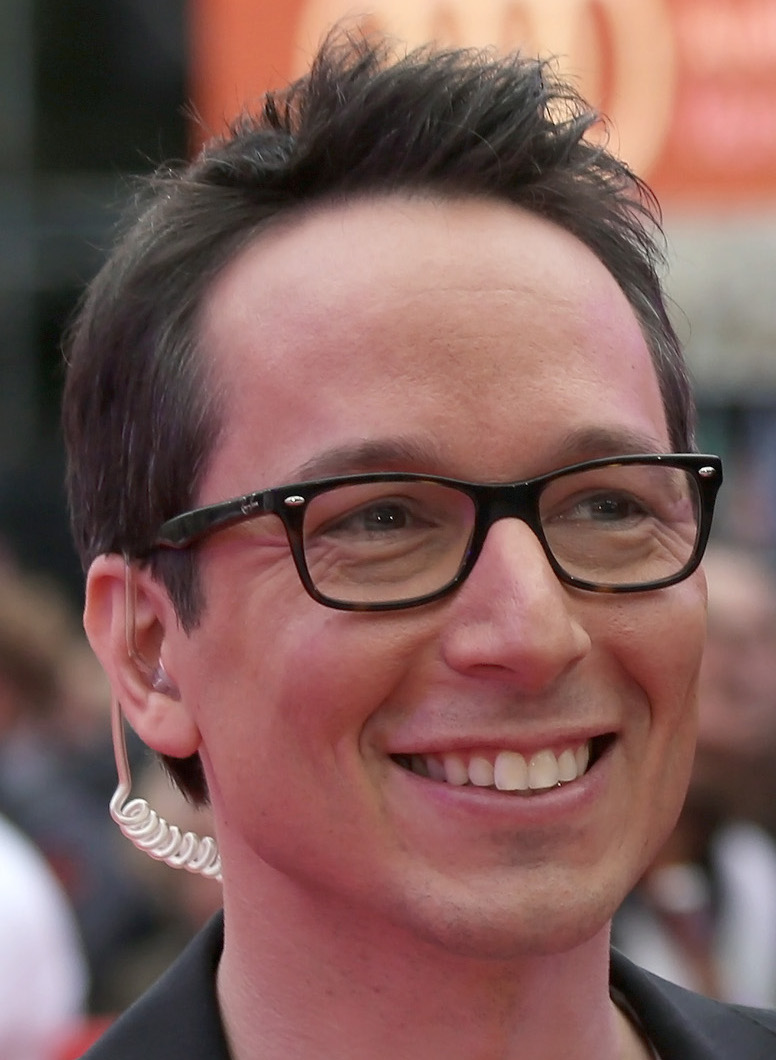
Peter L. Eppinger (* 1975)

- Eppinger, Sven (* 1970), deutscher Politiker (CDU), MdL
- Eppinghoven, Arthur von (1852–1940), deutsch-belgischer Adliger
- Eppink, Derk Jan (* 1958), niederländischer Politiker (LDD), MdEP
- Epple, Alfons (1899–1948), deutscher Landschafts-, Porträt- und Kirchenmaler
- Epple, Alois (* 1950), deutscher Lehrer und Heimatkundler
- Epple, Angelika (* 1966), deutsche Geschichtswissenschaftlerin
- Epple, Bernd, Maschinenbauingenieur
- Epple, Berta (1906–1965), deutsche Unternehmerin
- Epple, Bruno (1931–2023), deutscher Maler und Dichter
- Epple, Emil Julius (1877–1948), deutsch-niederländischer Bildhauer
- Epple, Ernst (1908–1976), deutscher SS-Scharführer, Zwangsarbeitslager-Kommandant und Kriegsverbrecher
- Epple, Gustav (1883–1955), deutscher Bauunternehmer
- Epple, Jana (* 2000), deutsche Handballspielerin
- Epple, Josef (1789–1846), schwäbischer Mundartdichter
- Epple, Karl (1893–1961), Fuhr- und Tiefbauunternehmer
- Epple, Konrad (* 1963), deutscher Politiker (CDU), MdL
- Epple, Matthias (* 1966), deutscher Chemiker
- Epple, Moritz (* 1960), deutscher Wissenschaftshistoriker
- Epple, Richard (1954–1972), deutsches Opfer der RAF-Hysterie
- Epple, Roger, deutscher Dirigent
- Epple, Ruedi (* 1952), Schweizer Soziologe, Politikwissenschaftler und Sachbuchautor
- Epple-Beck, Maria (* 1959), deutsche Skirennläuferin
- Epple-Waigel, Irene (* 1957), deutsche Skirennläuferin
- Eppler, Alfred (1867–1923), deutscher Mineraloge
- Eppler, Annegret (* 1972), deutsche Politik- und Rechtswissenschaftlerin, EU- und Mehrebenenforscherin
- Eppler, Christoph Friedrich (1822–1902), Schweizer evangelischer Theologe und Kirchenlieddichter
- Eppler, Dieter (1927–2008), deutscher Schauspieler und Regisseur
- Eppler, Erhard (1926–2019), deutscher Politiker (GVP, SPD), MdL, MdBErhard Eppler (1926–2019)

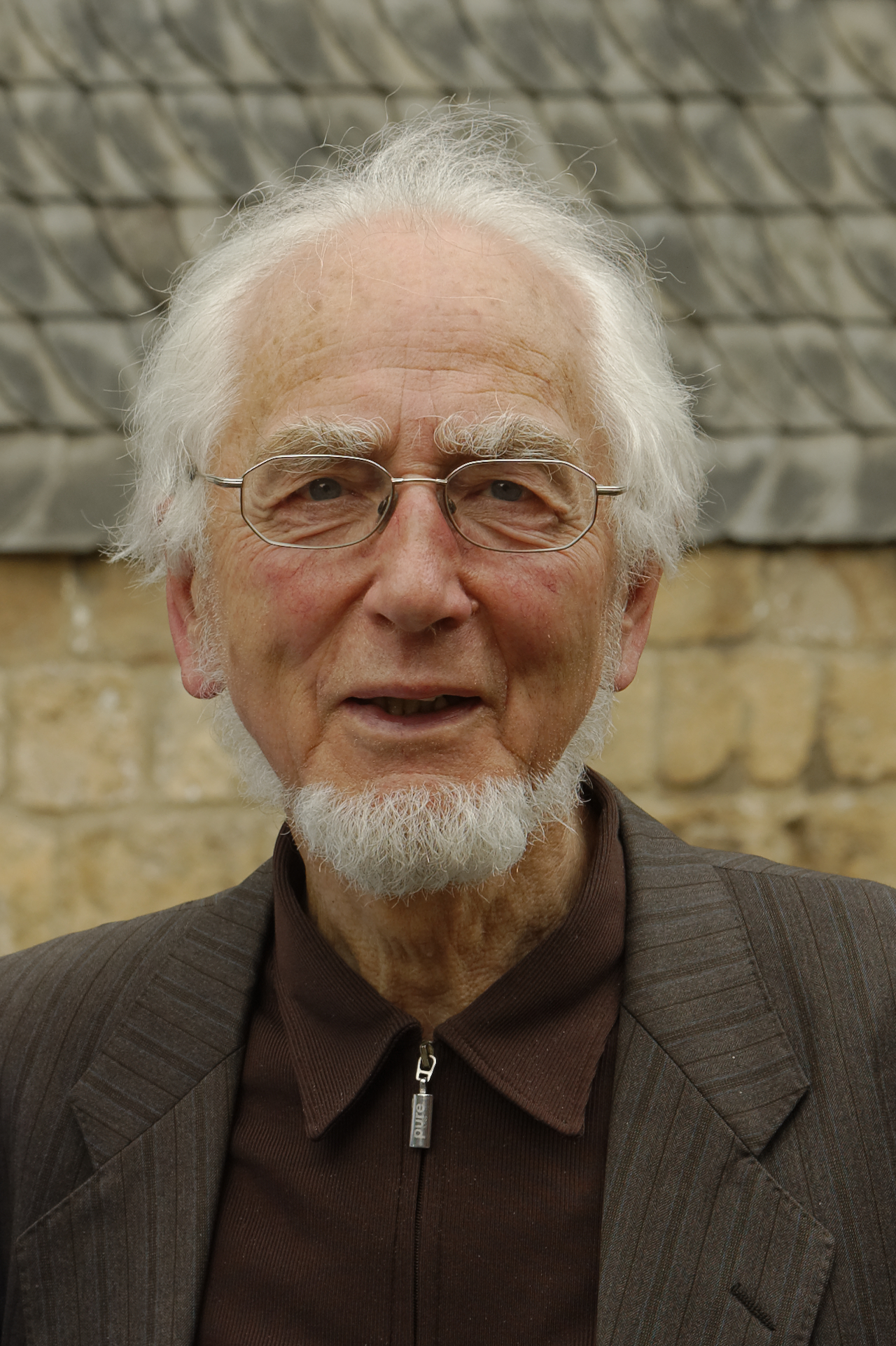
Erhard Eppler (1926–2019)

- Eppler, Hildegard (1898–1998), deutsche Lehrerin, erste Stadträtin in Schwäbisch Hall
- Eppler, Johannes (1914–1999), deutscher Nachrichtendienstler im Zweiten Weltkrieg
- Eppler, Laramie (* 1997), US-amerikanischer Schauspieler
- Eppler, Richard (1924–2021), deutscher Aerodynamiker
- Epply, Lili (* 1995), österreichische Schauspielerin
- Epply, Madi (1907–2005), österreichische Wasserspringerin
- Eppo von Merseburg, Bischof von Merseburg im Jahr 1085
- Eppolito, Louis (1948–2019), US-amerikanischer Polizist, Filmschauspieler und verurteilter mehrfacher Mörder
- Eppridge, Bill (1938–2013), US-amerikanischer Fotojournalist
- Epps, Christina (* 1991), US-amerikanische Dreispringerin
- Epps, Earl (1930–2021), US-amerikanischer Rockabilly-Musiker
- Epps, Jeanette (* 1970), US-amerikanische Astronautin
- Epps, Mike (* 1970), US-amerikanischer Schauspieler, Komiker und Rapper
- Epps, Omar (* 1973), US-amerikanischer Schauspieler und MusikerOmar Epps (* 1973)

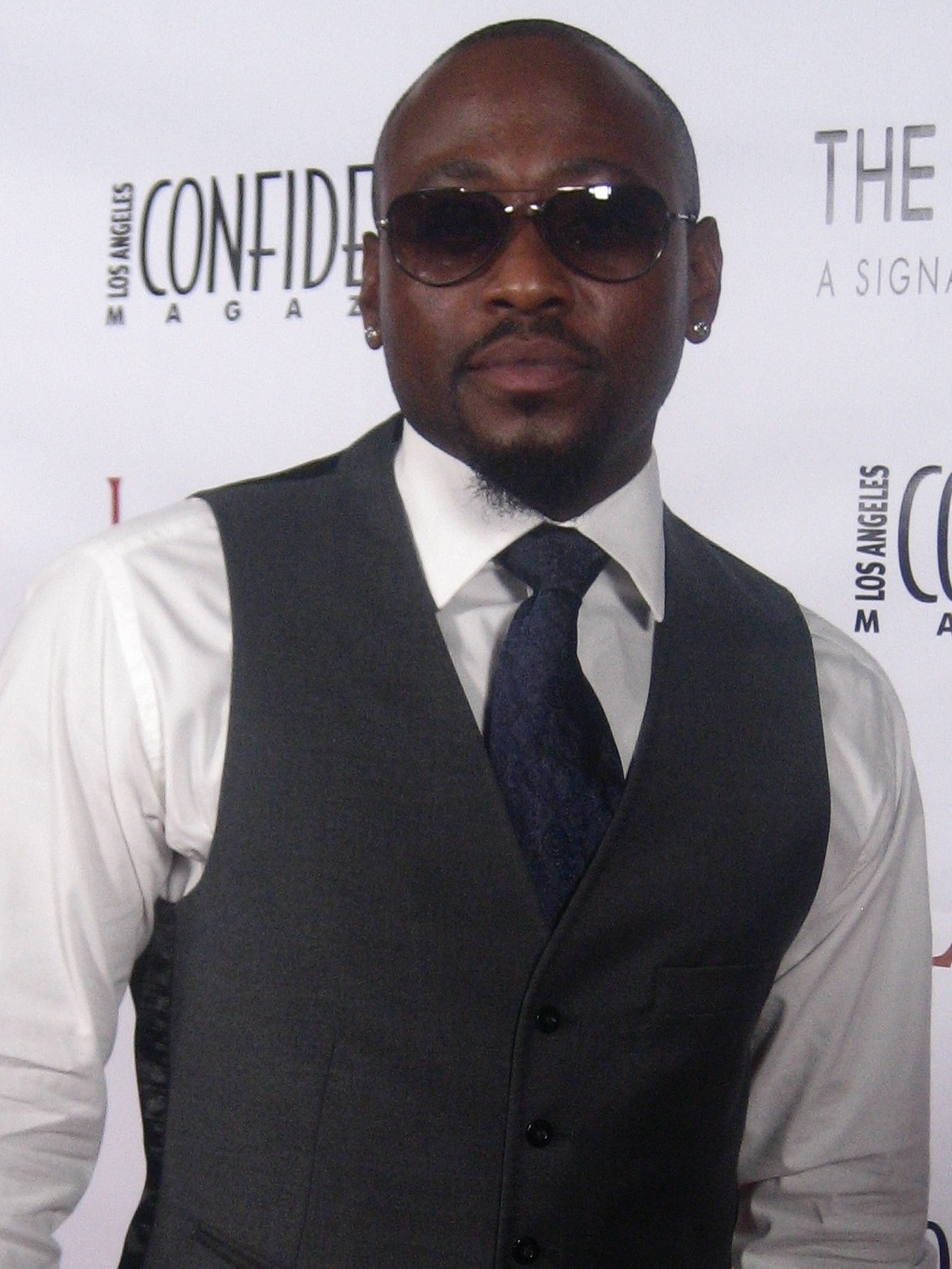
Omar Epps (* 1973)

- Epps, Shareeka (* 1989), US-amerikanische Schauspielerin
- Eppstein, Cora (1900–1939), Sängerin und Antifaschistin
- Eppstein, David (* 1963), US-amerikanischer Mathematiker und Informatiker
- Eppstein, Esther (* 1967), Schweizer Künstlerin
- Eppstein, Eugen (1878–1943), deutscher Politiker (SPD, KPD), MdR
- Eppstein, Georg Freiherr von (1874–1942), deutscher Schriftsteller und Hofbeamter
- Eppstein, Hans (1911–2008), deutsch-schwedischer Musikwissenschaftler und Musikpädagoge
- Eppstein, Hedwig (1903–1944), deutsche Psychologin, erste Promovendin am Psychologischen Institut Heidelberg
- Eppstein, Paul (1902–1944), deutscher Soziologe und Judenältester im Ghetto Theresienstadt
- Eppuleius Proculus Tiberius Caepio Hispo, Marcus, römischer Suffektkonsul (102)

### Eps
- Epskamp, Hans (1903–1992), deutscher Schauspieler
- Epskamp, Heinrich (* 1942), deutscher Soziologe
- Epstein, Alek (* 1975), russisch-israelischer Wissenschaftler, Soziologe, Politologe und Historiker
- Epstein, Alois (1849–1918), tschechischer Kinderarzt aus jüdischer Familie
- Epstein, Anthony (1921–2024), britischer Virologe
- Epstein, Asaf (* 1978), israelischer Regisseur, Drehbuchautor und Filmproduzent
- Epstein, Barbara (1928–2006), US-amerikanische Herausgeberin und Verlagslektorin
- Epstein, Bernhard (* 1971), deutscher Dirigent
- Epstein, Berthold (1890–1962), tschechoslowakischer Kinderarzt
- Epstein, Brian (1934–1967), britischer Musikmanager, Manager der BeatlesBrian Epstein (1934–1967)

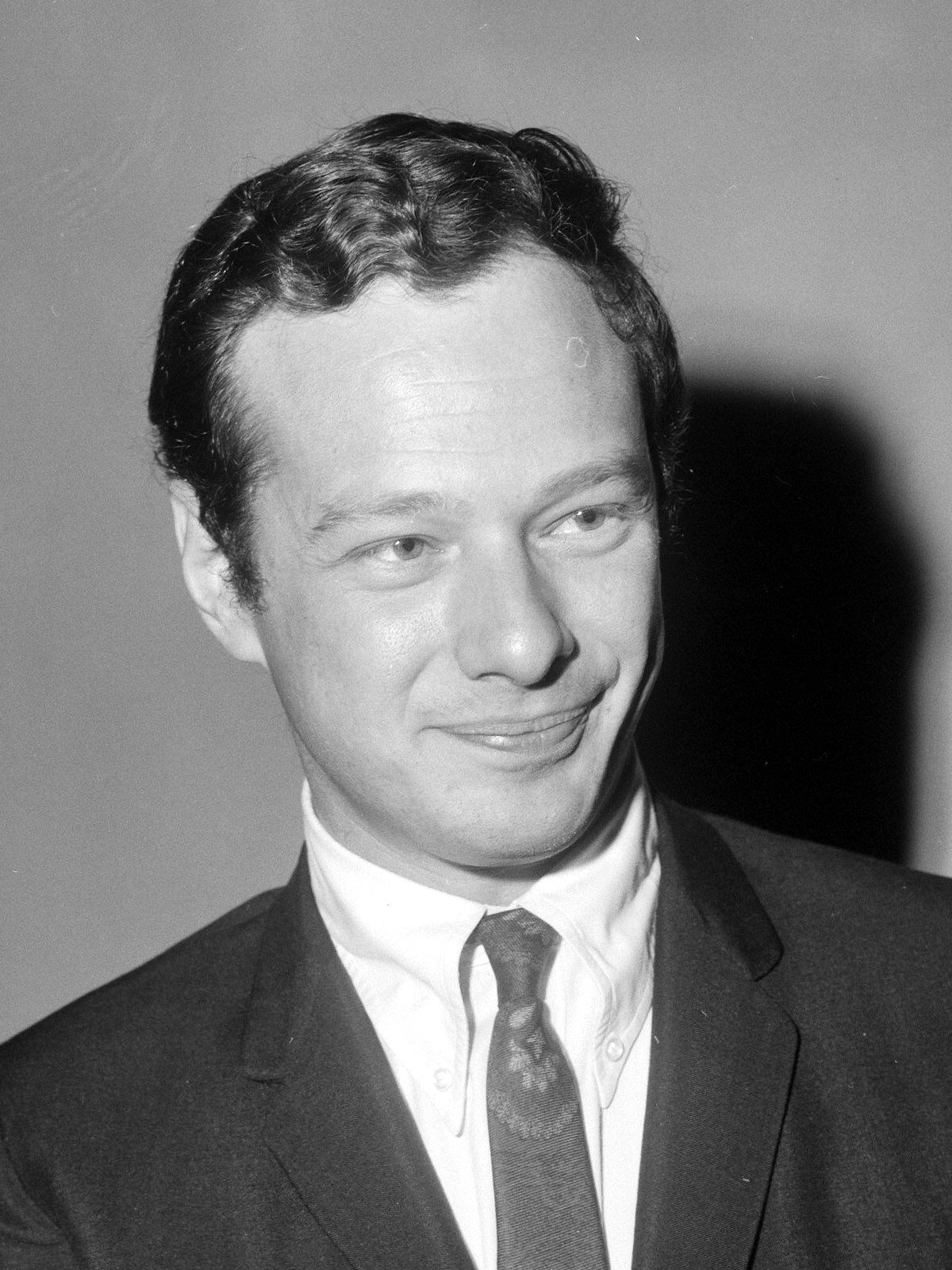
Brian Epstein (1934–1967)

- Epstein, Catherine (* 1962), US-amerikanische Historikerin
- Epstein, Charles J. (1933–2011), US-amerikanischer Genetiker
- Epstein, Charlotte (1884–1938), US-amerikanische Schwimmtrainerin
- Epstein, Curt (1898–1976), deutscher Jurist, NS-Opfer und hoher Landesbeamter
- Epstein, Cynthia Fuchs (* 1933), US-amerikanische Soziologin
- Epstein, David (* 1937), britischer Mathematiker
- Epstein, Deborah (* 1955), Schweizer Schauspielerin
- Epstein, Denis (* 1986), deutscher Fußballspieler
- Epstein, Ed (* 1946), amerikanischer Jazzmusiker (Saxophone, Komposition)
- Epstein, Edward Jay (* 1935), amerikanischer Investigativjournalist und Hochschullehrer
- Epstein, Elisabeth Iwanowna (1879–1956), russische Malerin
- Epstein, Ellen (* 1898), deutsche Pianistin und Opfer des Holocaust
- Epstein, Emil (1875–1951), österreichischer Pathologe
- Epstein, Ernesto (1910–1997), argentinischer Pianist, Musikwissenschaftler und -pädagoge
- Epstein, Ernst (1881–1938), österreichischer Architekt
- Epstein, Friedrich (1882–1943), deutscher Chemiker
- Epstein, Fritz (1877–1960), deutscher Architekt
- Epstein, Fritz T. (1898–1979), deutsch-amerikanischer Historiker
- Epstein, Gabriel (1918–2017), britischer Architekt und Stadtplaner deutscher Herkunft
- Epstein, Gustav von (1828–1879), österreichischer Industrieller und BankierGustav von Epstein (1828–1879)

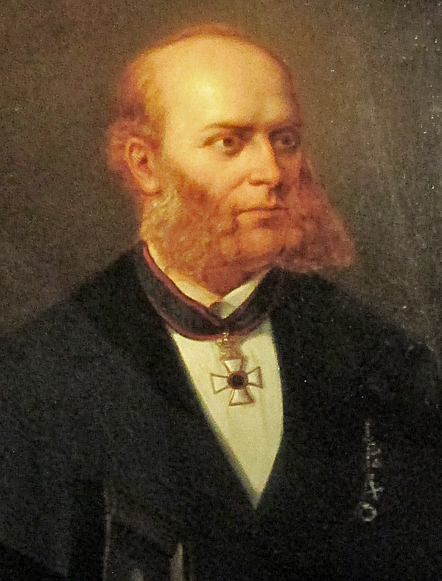
Gustav von Epstein (1828–1879)

- Epstein, Hans Leo (1905–1967), deutscher Pädagoge
- Epstein, Hedy (1924–2016), deutsch-amerikanische Bürgerrechtlerin
- Epstein, Helen (* 1947), tschechisch-amerikanische Journalistin und Autorin
- Epstein, Henri (1891–1944), polnischer Maler
- Epstein, Israel (1915–2005), polnisch-chinesischer Journalist
- Epstein, Jacob (1880–1959), amerikanisch-britischer Bildhauer und Zeichner
- Epstein, Jean (1897–1953), französischer Filmregisseur
- Epstein, Jechiel Michel (1829–1908), orthodoxer Rabbiner
- Epstein, Jeffrey (1953–2019), US-amerikanischer Investmentbanker und verurteilter SexualstraftäterJeffrey Epstein (1953–2019)

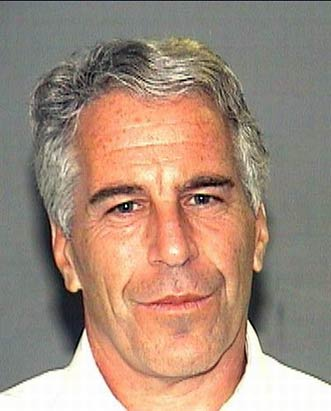
Jeffrey Epstein (1953–2019)

- Epstein, Jehudo (1870–1945), österreichischer Maler
- Epstein, Joseph (1862–1930), deutscher Physiker, Hochschullehrer und Elektrotechniker
- Epstein, Joseph (1911–1944), polnisch-französischer Widerstandskämpfer
- Epstein, Joseph (* 1937), US-amerikanischer Autor, Essayist und Hochschullehrer
- Epstein, Joshua (* 1940), israelischer Violinist und Violinpädagoge
- Epstein, Judith, deutsche Immobilienunternehmerin und Botschafterin für Hadassah International an der UNO
- Epstein, Julius (1832–1926), österreichischer Pianist
- Epstein, Julius (1901–1975), österreichisch-US-amerikanischer Journalist, Autor und Politikwissenschaftler
- Epstein, Julius J. (1909–2000), amerikanischer DrehbuchautorJulius J. Epstein (1909–2000)

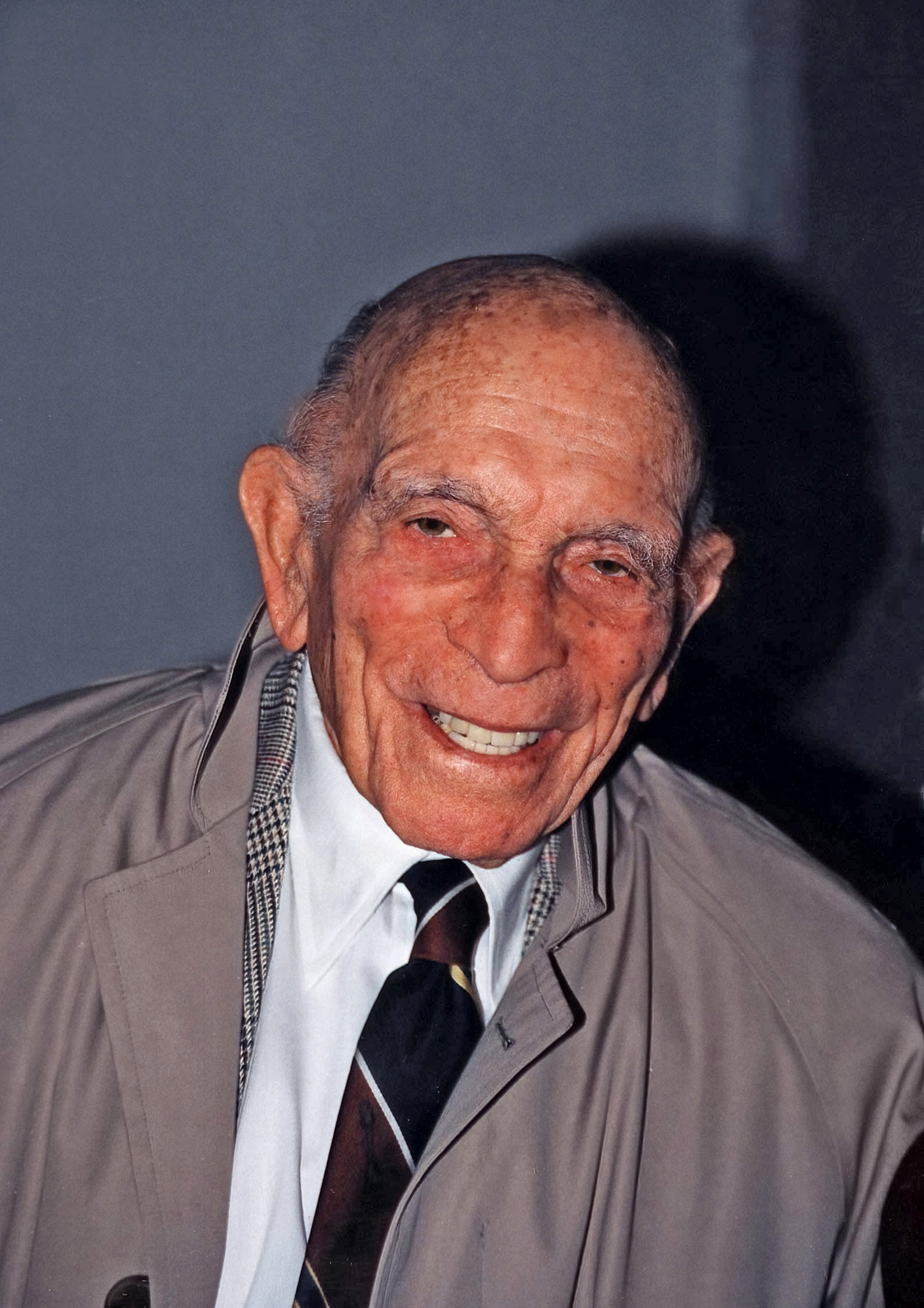
Julius J. Epstein (1909–2000)

- Epstein, Kalama (* 2000), amerikanischer Schauspieler
- Epstein, Klaus Werner (1927–1967), deutsch-amerikanischer Historiker
- Epstein, Kurt (1904–1975), tschechoslowakischer Wasserballspieler
- Epstein, Larry (* 1947), kanadischer Wirtschaftswissenschaftler und Hochschullehrer
- Epstein, Laurent (* 1964), französischer Jazzmusiker (Piano)
- Epstein, Leon D. (1919–2006), US-amerikanischer Politikwissenschaftler und Hochschullehrer
- Epstein, Marek (* 1975), tschechischer Drehbuchautor
- Epstein, Maria Elisabeth (1881–1948), deutsche Politikerin (DDP, CDU), MdL
- Epstein, Marion (1915–2014), US-amerikanische Mathematikerin und Hochschullehrerin
- Epstein, Marti (* 1959), US-amerikanische Komponistin und Musikpädagogin
- Epstein, Max (1874–1948), deutscher Schriftsteller und Theaterleiter
- Epstein, Mitch (* 1952), US-amerikanischer Fotograf, Filmregisseur und Szenenbildner
- Epstein, Naphtali (1782–1852), deutscher Autor
- Epstein, Paul (1871–1939), deutscher Mathematiker
- Epstein, Paul Sophus (1883–1966), US-amerikanischer Physiker
- Epstein, Pelta Moses (1745–1821), deutscher Rabbiner
- Epstein, Peter (1901–1932), deutscher Musikwissenschaftler und Hochschullehrer
- Epstein, Peter (* 1967), US-amerikanischer Jazzmusiker und Hochschullehrer
- Epstein, Philip G. (1909–1952), US-amerikanischer Drehbuchautor
- Epstein, Philipp Christian (1834–1918), deutscher Bürgermeister und Abgeordneter des Provinziallandtages der Provinz Hessen-Nassau
- Epstein, Richard Allen (* 1943), amerikanischer Rechtswissenschaftler
- Epstein, Rob (* 1955), US-amerikanischer Dokumentarfilmer und FilmproduzentRob Epstein (* 1955)

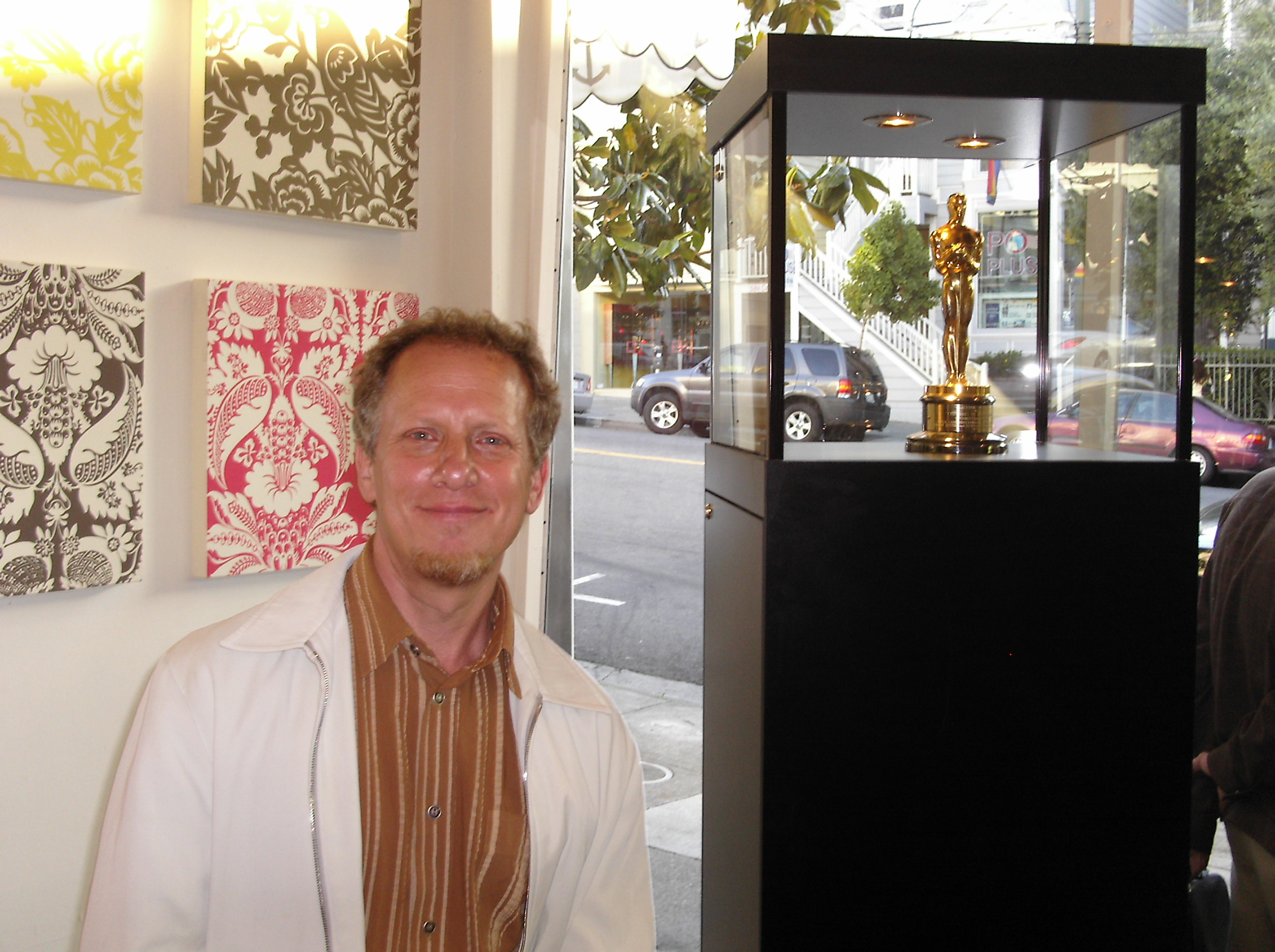
Rob Epstein (* 1955)

- Epstein, Robert (* 1953), US-amerikanischer Psychologe und Hochschullehrer
- Epstein, Sally (1907–1935), deutscher Malergehilfe, Opfer der NS-Justiz
- Epstein, Samuel (1919–2001), polnisch-kanadisch-amerikanischer Geochemiker
- Epstein, Samuel (1926–2018), englischer Mediziner und emeritierter Professor im Fach Umweltmedizin
- Epstein, Schachno (1883–1945), sowjetischer Journalist und Autor
- Epstein, Simon (* 1947), israelischer Ökonom und Historiker
- Epstein, T. Scarlett (1922–2014), österreichisch-britische Sozialanthropologin
- Epstein, Walther (1874–1918), deutscher Architekt und Regierungsbaumeister
- Epston, David, neuseeländischer Psychotherapeut

### Ept
- Epting, Karl (1905–1979), deutscher Romanist
- Epting, Peter, Schweizer Architekt und Sportfunktionär
- Epting, Ruth (1919–2016), deutsch-schweizerische evangelische Geistliche und Frauenaktivistin
- Epting, Steve (* 1963), US-amerikanischer Comiczeichner
- Eptingen, Hans Bernhard von (1432–1484), alemannischer Adliger
- Eptingen, Johann Baptist von (1714–1783), Ritter des Deutschen Ordens
- Eptingen, Johann Puliant von († 1402), Basler Politiker
- Eptingen, Maria Franziska von (1631–1707), Äbtissin in Österreich

### Epu
- Epureanu, Alexandru (* 1986), moldauischer Fußballspieler
- Epureanu, Manolache Costache (1820–1880), rumänischer Politiker, Ministerpräsident

### Epw
- Epworth, Paul (* 1974), britischer Musikproduzent, Musiker und Songwriter

### Epy
- Epyaxa, Herrscherin von Kilikien
- Epythycanus, antiker römischer Goldschmied